# Pawłowicze (powiat siemiatycki)
Pawłowicze – wieś w Polsce położona w województwie podlaskim, w powiecie siemiatyckim, w gminie Mielnik.
W latach 1975–1998 miejscowość administracyjnie należała do województwa białostockiego.
Wierni kościoła rzymskokatolickiego należą do parafii św. Apostołów Piotra i Pawła w Siemiatyczach Stacji.